# Aérodrome de Saint-Flour - Coltines
L’aérodrome de Saint-Flour - Coltines (code OACI : LFHQ) est un aérodrome civil, ouvert à la circulation aérienne publique (CAP), situé sur la commune de Coltines à 11 km au nord-ouest de Saint-Flour dans le Cantal (région Auvergne, France).
Il est utilisé pour la pratique d’activités de loisirs et de tourisme (aviation légère et aéromodélisme).

## Histoire
L’aérodrome de Saint-Flour - Coltines a été créé en 1982 grâce à l'action conjointe du conseil départemental du Cantal, de la ville de Saint-Flour, de la Chambre de commerce et d'industrie du Cantal et des communes environnantes du territoire.
Le service d’information de vol (AFIS) a été fermé en avril 2012.

## Installations
L’aérodrome dispose d’une piste bitumée orientée sud-nord (01/19), longue de 1 310 m et large de 30.
Il n’est pas contrôlé mais dispose d’une aire à signaux. Les communications s’effectuent en auto-information sur la fréquence de 120,050 MHz.
S’y ajoutent :
- une aire de stationnement ;
- deux hangars ;
- une station d’avitaillement en carburant (100LL)[2].

## Activités
- Baptême de l’air, initiation au pilotage (APHA)
- ULM (Cant'ULM, Thang Ka)
- Montgolfière et ULM (Voler avec les oiseaux)
- Association des Constructeurs Amateurs
- Aéromodélisme (Modèle Club de Haute Auvergne)
- Chars à voile (Auvergne Plein Air)